# Leptarma biju
Leptarma biju — вид крабів родини Sesarmidae. Описаний у 2020 році.

## Поширення
Ендемік Індії. Живе у мангрових заростях у штаті Керала на південному заході країни.